# Musée de Mossoul
Le musée de Mossoul, en arabe متحف الموصل, est un musée archéologique situé à Mossoul, capitale de la province de Ninive en Irak. C'est le deuxième plus important musée du pays après celui de Bagdad.

## Collection
Le musée abrite des objets datant des périodes assyrienne et hellénistique, qui précèdent l'ère chrétienne de plusieurs siècles.

## Histoire
Le musée a été construit en 1952.
Largement pillé lors de la Guerre d'Irak en 2003, le musée bénéficie ensuite d'importants travaux et s'apprête à rouvrir lorsque les milices de  « l'État islamique en Irak et au Levant » s'emparent de la ville le 10 juin 2014. Fin juin 2014, des responsables politiques de l'organisation terroriste publient une charte qui stipule que les « fausses idoles » doivent être détruites. Cette menace est mise à exécution quelques mois plus tard : le 26 février 2015, l'EI diffuse une vidéo montrant la destruction, à la masse et au marteau-piqueur, de statues et de fresques assyriennes et parthes. Certaines pièces vieilles de plusieurs milliers d'années sont réduites en poussière, mais plusieurs statues détruites n'étaient que des copies en plâtre, la plupart des originaux ayant été évacués à Bagdad en 2003 par les Américains,,. Selon Lamia Al-Gailani, archéologue affiliée à l'École des études orientales et africaines de Londres, le musée de Mossoul ne contenait plus d’œuvres majeures depuis 1991. La diffusion des images de propagande de l'organisation, qui intervient au lendemain de l'incendie de la Bibliothèque de Mossoul, suscite une indignation internationale. Alors qu'Irina Bokova, la directrice générale de l'UNESCO, demande une réunion d'urgence du Conseil de sécurité de l'ONU, plusieurs dirigeants de musées font part de leur consternation devant ces pertes irréparables infligées au patrimoine artistique et culturel de l'humanité. Cette destruction, mise en scène pour les médias, de lieux prestigieux a été dénoncée par l'UNESCO comme un « crime de guerre », et s'accompagne d'un commerce illicite des œuvres d'art provenant des sites détruits.
En mars 2015, en réaction aux attaques perpétrées contre l'édifice, un projet de musée virtuel consultable via Internet est lancé.
Le 7 mars 2017, lors de bataille de Mossoul, la police fédérale irakienne et des forces d'intervention rapide prennent le contrôle du musée,.
Le 29 janvier 2019, le complexe du musée accueille une exposition consacrée à des tableaux d'artistes locaux, mais le musée demeure fermé. Il est finalement rouvert au public à l'occasion de la visite dans la ville du nouveau Premier ministre Moustafa al-Kazimi le 10 juin 2020.